# Longtan
Longtan (chinesisch 龙潭区, Pinyin Lóngtán Qū) ist ein Stadtbezirk der bezirksfreien Stadt Jilin in der nordostchinesischen Provinz Jilin. Er hat eine Fläche von 1.110 km² und zählt 527.350 Einwohner (Stand: Zensus 2010).

## Administrative Gliederung
Auf Gemeindeebene setzt sich der Stadtbezirk aus 13 Straßenvierteln, zwei Großgemeinden, zwei Gemeinden und zwei Nationalitätengemeinden zusammen. Diese sind:
| Straßenviertel Longhua (龙华街道), Regierungssitz des Stadtbezirks; Straßenviertel Chengde (承德街道); Straßenviertel Dongcheng (东城街道); Straßenviertel Kaoshan (靠山街道); Straßenviertel Longtan (龙潭街道); Straßenviertel Paoziyan (泡子沿街道); Straßenviertel Shanqian (山前街道); Straßenviertel Tiedong (铁东街道); Straßenviertel Xiangtan (湘潭街道); | Straßenviertel Xin’an (新安街道); Straßenviertel Xinjilin (新吉林街道); Straßenviertel Yushu (榆树街道); Straßenviertel Zunyi (遵义街道); Großgemeinde Gangyao (缸窑镇); Großgemeinde Jiangmifeng (江密峰镇); Gemeinde Jiangbei (江北乡); Gemeinde Jinzhu (金珠乡); Großgemeinde Dakouqin der Manju (大口钦满族镇); Großgemeinde Wulajie der Manju (乌拉街满族镇). |